# Dagmar Godowsky

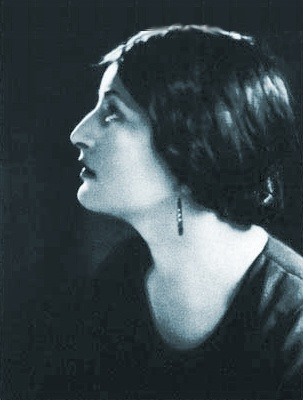
Dagmar Godowsky (1924)

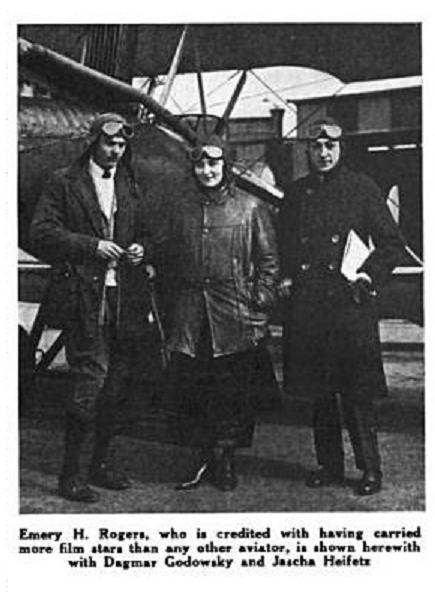
Von links nach rechts, Hollywood Pilot Emery H. Rogers, Schauspielerin Dagmar Godowsky und Violinist Jascha Heifetz (1920)

Mercedes Dagmar Godowsky (* 24. November 1897 in Chicago; † 13. Februar 1975 in New York City) war eine US-amerikanische Stummfilmschauspielerin. Sie wurde in Chicago als Kind des polnischen Komponisten und Pianisten Leopold Godowsky und seiner Frau Frederica Saxa geboren.

## Stummfilmschauspielerin
Ihre Filmkarriere in Hollywood dauerte von 1919 bis 1926. Sie spielte in Die Bluthochzeit der Castros (1924) mit Rudolph Valentino und The Story Without a Name (1924). In letzterem trat sie mit Tyrone Power, Sr. und Louis Wolheim auf. Weitere Filmauftritte hatte sie unter anderem in Red Lights (1923), The Common Law (1923), Virtuous Liars (1924) und The Price of a Party (1924).

## Privatleben
1921 heiratete Godowsky den Stummfilmschauspieler Frank Mayo in Tijuana. Die Heirat wurde aufgrund des Umstands, dass Mayo eine weitere Frau hatte, im August 1928 annulliert.
1958 publizierte Godowsky eine Autobiographie mit dem Titel First Person Plural. Sie schrieb: I lived only for pleasure and I spoiled my own fun. Where was I running? From whom? Little feet running around the globe. Nothing but circles, and I never once bumped into myself. In dem Buch nannte sie Enrico Caruso, Arthur Rubinstein, Jascha Heifetz, Charles Chaplin, Igor Stravinsky und Valentino ihre „großen Lieben“. Als sie nach der Zahl ihrer Ehemänner gefragt wurde, antwortete sie: „zwei eigene, mein Lieber und einige meiner Freunde“.
In ihren späteren Jahren trat sie häufiger in Talkshows in London und New York City auf.

## Tod
Godowsky starb am 13. Februar 1975 im Alter von 78 Jahren im Lenox Hill Hospital in Manhattan. Es war der Geburtstag ihres Vaters. Das Begräbnis fand in der New Yorker Riverside Memorial Chapel statt. Sie wurde im Mount Hope Cemetery in Westchester, New York beigesetzt. Ihr Bruder Leopold Godowsky jr. überlebte sie.

## Filmographie (Auswahl)
- 1919: The Red Lantern
- 1923: Der Markt der Seelen (Souls for Sale) (Cameo)
- 1924: Eine namenlose Geschichte (The Story Without A Name)
- 1924: Die Bluthochzeit der Castros (A Sainted Devil)
- 1924: Meddling Women
- 1925: Die Frau aus der Tiefe (Camille of the Barbary Coast)
- 1926: The Price of a Party